# Most Can Vernet
Most Can Vernet je gotický akvadukt ve španělském městě San Cugat del Vallés v Katalánsku. Byl postaven ve 14. století z kamene a přiváděl vodu do kláštera Sant Cugat a spodní části města. Byl prohlášen za kulturní památku roku 1979.
Most přes potok Can Cornellera je tvořen třemi oblouky a vedl vodu v deskami krytém kanálu do nádrže v opatském paláci.
Konfiskací kláštera v roce 1835 se stal obecním majetkem.
V roce 1998 byl obnoven a rehabilitován jako pěší chodník mezi ulicemi Mina a Vullpalleres. Pozůstatky poslední části potrubí vodovodu byly nalezeny na náměstí Octaviana při archeologickém výzkumu provedeném v roce 2001.